# Héctor Campos-Parsi
Héctor Campos-Parsi (* 1. Oktober 1922 in Ponce, Puerto Rico; † 30. Januar 1998) war ein puerto-ricanischer Komponist.

## Leben
Campos-Parsi studierte zunächst Kunsterziehung in Puerto Rico, dann Musik am New England Conservatory in Boston bei Francis Judd Cooke und am Berkshire Music Center bei Aaron Copland, Irving Fine und Olivier Messiaen sowie in Paris bei Nadia Boulanger. 1954 kehrte er nach Puerto Rico, wo er an der Escuela Libre de Música und später am von ihm gegründeten Conservatorio de Música in San Juan unterrichtete.

## Amtliche Funktionen
Er war Vertreter Puerto Ricos im Internationalen Musikrat und der Internationalen Vereinigung für Musik und Mitglied im musikalischen Beirat des Nationalen Kulturinstituts von Puerto Rico.

## Werke
Er komponierte drei Ballette, ein Stück für Schlagzeug, Tonband und Orchester, ein Klavierkonzert, kammermusikalische Werke, Klavierstücke, Kantaten, Chöre und Lieder.
- Oda a Cabo Rojo für Orchester, 1958
- Divertimiento del Sur für Kammerorchester, 1953
- Rapsodia Elegíaca für Kammerorchester, 1960
- Urayoán, Ballett, 1958
- Juan Bobo las Fiestas, Ballettsuite, 1957
- Canciones del Cielo y Agua, 1949
- Dúo Trágico für Klavier und Orchester, 1965
- Sonetos Sagrados, 1986